# موسوعة طبية

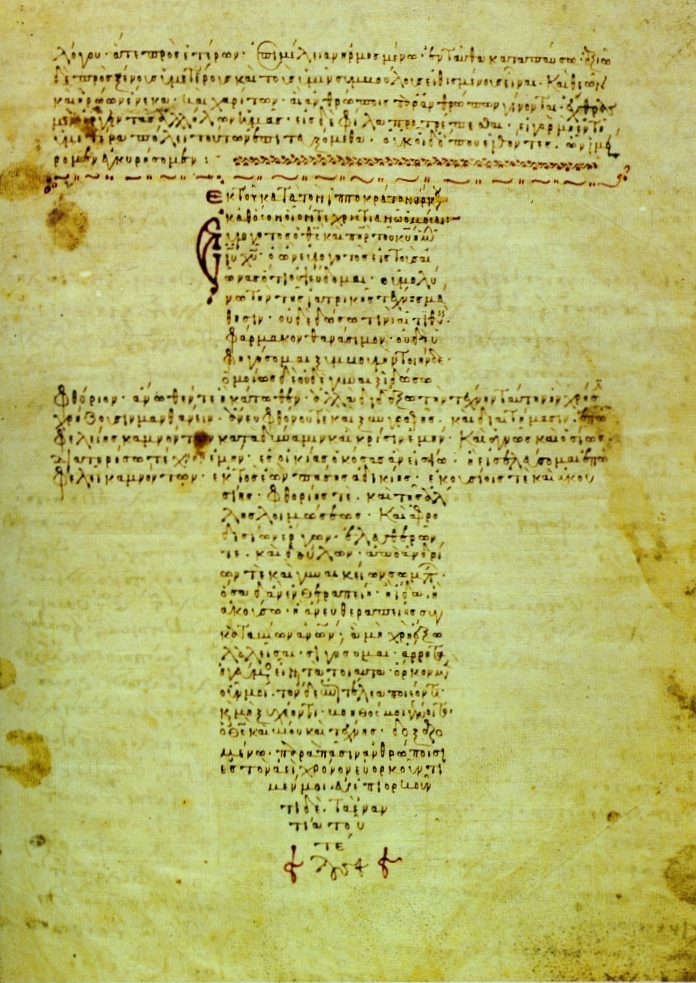

الموسوعة الطبية هي محاولة لتوثيق وجمع المعرفة الطبيَّة. عن جودة الحياة العامة والجوانب المختلفة التي تؤثر عليها بوجه عام، وصحة الإنسان بوجه خاص .كما يشمل الموقع على الاساليب التي ينبغى على كل شخص اتباعها لكى يضمن تحقيق جودة حياته بالمستوى الذي ينشده ويرضى رغباته ومنها: اتباع أساليب التغذية السليمة، واللياقة، بالإضافة إلى الاساليب الوقائية المختلفة للحماية من مخاطر الامراض، وكيفية اعداد النشء على أسس ومفاهيم حديثة معنويا ونفسيا وجسديا .

## اقرأ أيضا
- أطلس البروتين البشري

- أطلس جينوم السرطان